# Пеггі Маккей
Пеггі Маккей (англ. Peggy McCay, нар. 3 листопада 1931, Нью-Йорк, США — пом. 7 жовтня 2018, Лос-Анджелес, Каліфорнія, США) — американська актриса, чия кар'єра в кіно і на телебаченні налічує шість десятиліть.

## Життя і кар'єра
Маккей закінчила коледж Барнарда, після чого отримала першу велику роль в денній мильній опері «Любов до життя» в 1951 році. Після п'яти років роботи в шоу вона покинула його, щоб почати кар'єру в прайм-тайм і кіно.
Вона зіграла головні ролі в чотирьох фільмах в кінці 50-х, а також знялася у власному комедійному серіалі, який проіснував лише рік. В кінці 60-х вона повернулася в мильні опери, знявшись спочатку в серіалі «Молода сім'я», а потім «Головний госпіталь». В кінці 70-х — початку 80-х вона знялася в серіалі «Лу Грант».
Маккей досягла найбільшої популярності по ролі в серіалі «Дні нашого життя». У 1991 році вона виграла премію «Еммі» за свій виступ в серіалі Шерон Глесс «Випробування Розі О'Ніл». В цілому вона шість разів за свою кар'єру була номінована на «Еммі», останні рази у 2013 і 2015 роках, через два десятиліття з часів останньої номінації.

## Вибрана фільмографія
| Рік       |   | Українська назва     | Оригінальна назва            | Роль                              |
| --------- | - | -------------------- | ---------------------------- | --------------------------------- |
| 1957      | ф | Дядя Ваня            | Uncle Vanya                  | Софія                             |
| 1958—1963 | с | Перрі Мейсон         | Perry Mason                  | Маргарет Лейтон / Стефані Фолкнер |
| 1958—1971 | с | Димок зі ствола      | Gunsmoke                     | Пене Лінотт / місіс Кутер / Флора |
| 1963      | с | Головний госпіталь   | General Hospital             | Айріс Фейрчайлд                   |
| 1974      | с | Вулиці Сан Франциско | The Streets of San Francisco | медсестра                         |
| 1977      | с | Втеча Логана         | Logan's Run                  | доктор Мілдред Крім               |
| 1983—2016 | с | Дні нашого життя     | Days of Our Lives            | Керолайн Брейді                   |
| 1999      | с | Провіденс            | Providence                   | Дороті Ченовет                    |
| 2000      | с | Справедлива Емі      | Judging Amy                  | Філліс Янґер                      |
| 2010      | с | Мертва справа        | Cold Case                    | Зельда Панай '10                  |